# The Ten-Year Lunch: The Wit and Legend of the Algonquin Round Table
The Ten-Year Lunch: The Wit and Legend of the Algonquin Round Table è un documentario del 1987 diretto da Aviva Slesin vincitore del premio Oscar al miglior documentario.